# Noeto de Esmirna
Noeto, um presbítero da igreja na Ásia Menor no final do século II dC, nasceu em Esmirna, onde ele se tornou um proeminente representante de um tipo particular de cristologia agora chamado de monarquianismo modalista ou patripassianismo.

## Vida e obra
Suas crenças, que levaram à sua excomunhão, são conhecidas principalmente através da obra de Hipólito, Bispo de Óstia e seu contemporâneo em Roma, onde ele se assentou após ter sido expulso por sua congregação, e onde tinha uma grande congregação. Teve como discípulos Epígono, o responsável por difundir suas ideias em Roma e outras regiões, e Cleómenes.
Ele aceitava o quarto evangelho (de João), mas considerava que suas assertivas sobre o Logos como sendo alegóricas. Seu discípulo, Cleomenes, mantinha que deus era tanto visível quanto invisível, sendo que o "Ele" visível seria o Filho .
Da obra Contra Noetum, de Hipólito:
| “ | Digo que Cristo era o mesmo Pai, e que o Pai era o que havia nascido, padecido e sofrido | ” |
|   | — Noeto, segundo Hipólito.                                                               |   |

Práxeas de Cartago se tornaria um divulgador de suas ideias .